# Генератор постоянного тока
Генера́тор постоя́нного то́ка — электрическая машина, преобразующая механическую энергию в электрическую энергию постоянного тока.

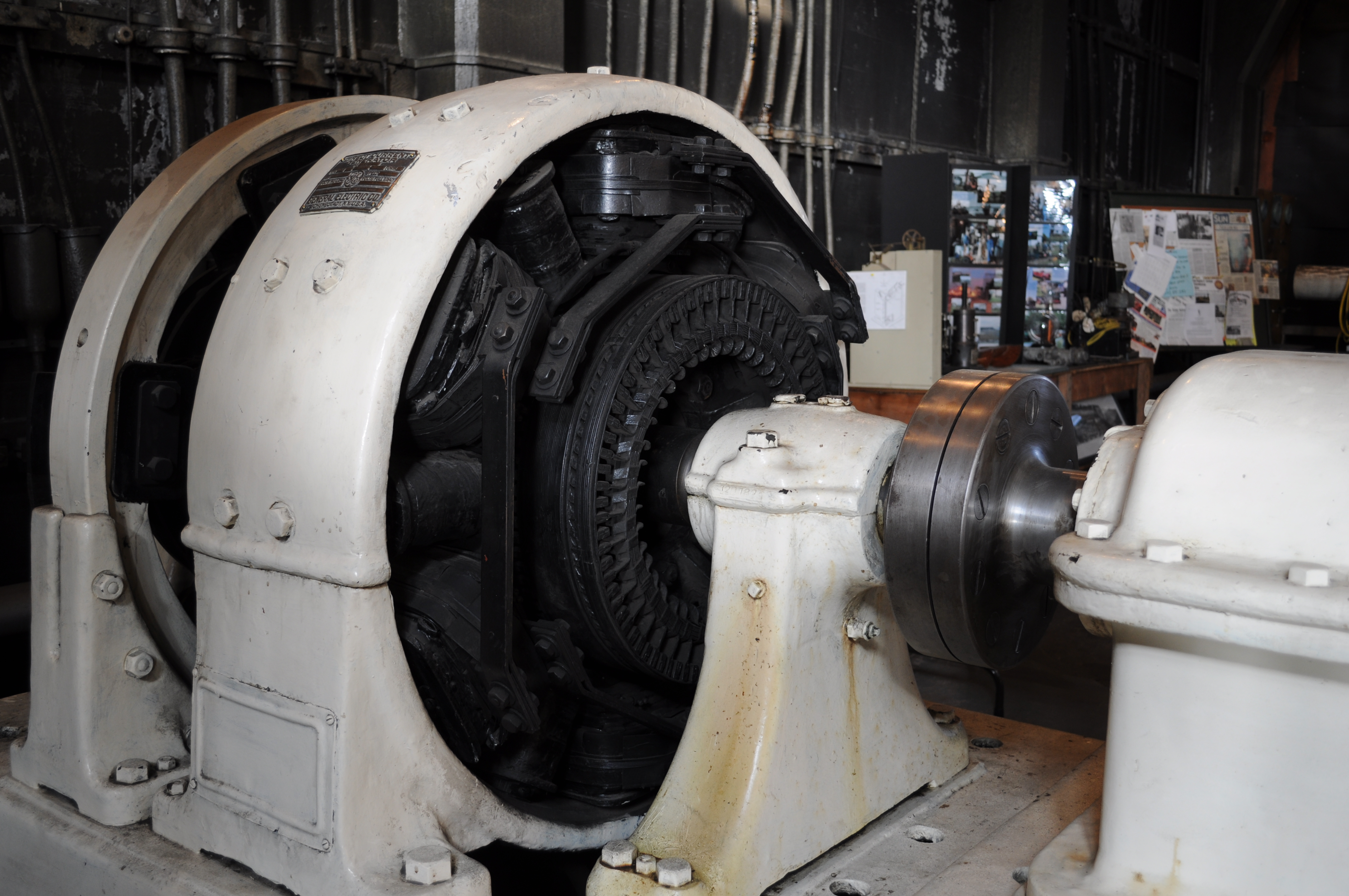
Генератор постоянного тока General Electric в Джорджтаунском музее электрических станций

## Принцип действия генераторов тока
Принцип действия генератора основан на законе электромагнитной индукции — индуцировании электродвижущей силы в прямоугольном контуре (проволочной рамке), находящейся в однородном вращающемся магнитном поле.

Рис. 1 В прямоугольном контуре вращается постоянный магнит

Допустим, что однородное магнитное поле, создаваемое постоянным магнитом, вращается вокруг своей оси в проводящем контуре (проволочной рамке) с равномерной угловой скоростью {\displaystyle \omega }. Две равные порознь вертикальные стороны контура (см. рисунок) являются активными, так как их пересекают магнитные линии магнитного поля. Две равные порознь горизонтальные стороны контура — не активные, так как магнитные линии магнитного поля их не пересекают, магнитные линии скользят вдоль горизонтальных сторон, электродвижущая сила в них не образуется.
В каждой из активных сторон контура индуктируется электродвижущая сила, величина которой определяется по формуле:
{\displaystyle e_{1}=Blv\sin \omega t} и {\displaystyle e_{2}=Blv\sin(\omega t+}{\displaystyle \pi }{\displaystyle )=-Blv\sin \omega t}, где
{\displaystyle e_{1}} и {\displaystyle e_{2}} — мгновенные значения электродвижущих сил, индуктированных в активных сторонах контура, в вольтах;
{\displaystyle B} — магнитная индукция магнитного поля в вольт-секундах на квадратный метр (Тл, Тесла);
{\displaystyle l} — длина каждой из активных сторон контура в метрах;
{\displaystyle v} — линейная скорость, с которой вращаются активные стороны контура, в метрах в секунду;
{\displaystyle t} — время в секундах;
{\displaystyle \omega t} и {\displaystyle \omega t+}{\displaystyle \pi } — углы, под которыми магнитные линии пересекают активные стороны контура.
Так как электродвижущие силы, индуктированные в активных сторонах контура, действуют согласно друг с другом, то результирующая электродвижущая сила, индуктируемая в контуре,
будет равна {\displaystyle e=2Blv\sin \omega t}, то есть индуктированная электродвижущая сила в контуре изменяется по синусоидальному закону.
Если в контуре вращается однородное магнитное поле с равномерной угловой скоростью, то в нём индуктируется синусоидальная электродвижущая сила.

## Особенности и устройство генераторов постоянного тока

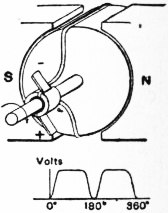
Рис. 2 Рамка с током вращается в магнитном поле, токосъём происходит щётками с полуколец

Рис. 3
Переменный синусоидальный ток
Пульсирующий ток, снимаемый с двух полуколец
Выпрямленный и сглаженный ток, снимаемый с якоря с большим количеством контуров и коллекторных пластин

В генераторах постоянного тока неподвижны магниты на статоре, создающие магнитное поле и подвижной врщающейся частью- контуром (якорем). Вращается контур, в котором индуцируется ЭДС и с которого производится съём тока щётками.  Другая, главная особенность, состоит в способе съёма тока с индуктивных катушек, который основан на том, что если концы активных сторон контура присоединить не к контактным кольцам (как это делается в генераторах переменного тока), а к полукольцам с изолированными промежутками между ними (как показано на рисунке 2) то тогда рамка с током будет давать во внешнюю цепь выпрямленное электрическое напряжение.
При вращении контура вместе с ним вращаются и полукольца вокруг их общей оси. Токосъём с полуколец осуществляется щётками. Так как щётки неподвижны, то они попеременно соприкасаются то с одним, то с другим полукольцом. Обмен полукольцами происходит в тот момент, когда синусоидальная электродвижущая сила в контуре переходит через своё нулевое значение. В результате каждая щётка сохраняет свою полярность неизменной. Если на полукольцах имеется некоторое синусоидальное напряжение, то на щётках оно уже становится выпрямленным (в данном случае пульсирующим). На практике в генераторах постоянного тока применяют не один проволочный контур, а значительно их большее количество, вывод от каждого конца каждого контура присоединяется к собственной контактной пластине, отделённой от соседних пластин изолирующими промежутками. Совокупность контактных пластин и изолирующих промежутков называется колле́ктор, контактная пластина носит название колле́кторная пласти́на. Весь узел в сборе (коллектор, щётки и держатели щёток) называется щёточно-колле́кторный у́зел. Материал, из которого изготавливают изолятор между коллекторными пластинами, подбирается таким образом, чтобы его твёрдость приблизительно равнялась твёрдости коллекторных пластин (для равномерного износа). Применяется, как правило, миканит (прессованная слюда). Коллекторные пластины, как правило, изготавливают из меди.

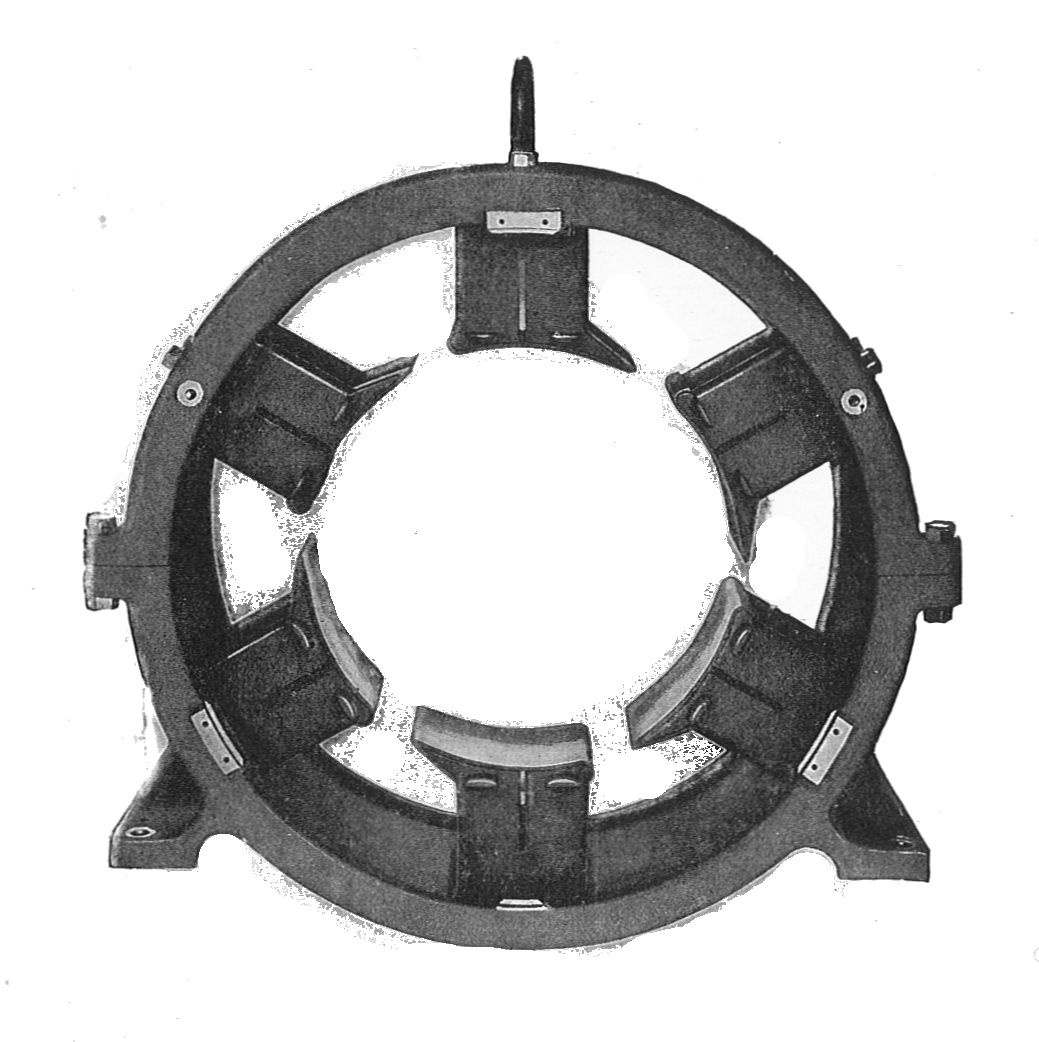
Ярмо (статор) шестиполюсного генератора постоянного тока. Видны полюсные наконечники особой формы

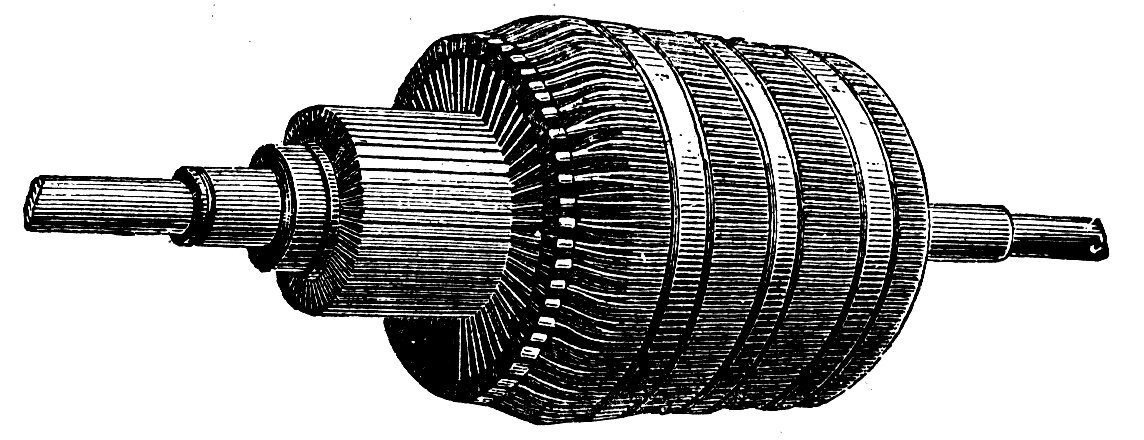
Якорь генератора постоянного тока, цилиндр среднего диаметра — коллектор

Остов (статор) генератора называется ярмо́. К ярму прикреплены сердечники электромагнитов, крышки с подшипниками, в которых вращается вал генератора. Ярмо изготавливается из ферромагнитного материала (литая сталь). На сердечники электромагнитов насажены катушки возбуждения. Чтобы придать магнитным линиям магнитного поля необходимое направление, сердечники электромагнитов снабжаются полюсными наконечниками. Электромагниты, питаемые постоянным током (током возбуждения), создают в генераторе магнитное поле. Катушка возбуждения состоит из витков медной изолированной проволоки, намотанной на каркас. Обмотки катушек возбуждения соединены друг с другом последовательно таким образом, что любые два соседних сердечника имеют разноимённую магнитную полярность.
Вращающаяся часть генератора (ротор) называется я́корь. Сердечник якоря изготавливается из электротехнической стали. Во избежание потерь на вихревые токи сердечник якоря собирается из отдельных стальных листов зубчатой формы, которые образуют впадины (пазы). Во впадины укладывается якорная (силовая) обмотка. В маломощных генераторах якорная обмотка изготавливается из медной изолированной проволоки, в мощных — из медных полос прямоугольной формы. Чтобы под действием центробежных сил якорная обмотка не была вырвана из пазов, её закрепляют на сердечнике бандажами. Обмотка якоря помещается на сердечник так, что каждые два активных проводника, соединённых непосредственно и последовательно друг с другом, лежат под разными магнитными полюсами. Обмотка называется волновой, если провод проходит поочерёдно под всеми полюсами и возвращается к исходному полюсу, и петлевой, если провод, пройдя под «северным» полюсом, а затем под соседним «южным» полюсом, возвращается на прежний «северный» полюс.
Чтобы пластины коллектора и изолирующие миканитовые (слюдяные) пластины между ними не были вырваны центробежными силами из своих гнёзд, в нижней части они имеют крепление «ласточкин хвост».
Щётки, как правило, изготавливают из графита. Минимальное число щёток в генераторе постоянного тока равно двум: одна является положительным полюсом генератора (положительная щётка), другая — отрицательным полюсом (отрицательная щётка). В многополюсных генераторах число пар щёток обычно равняется числу пар полюсов, что обеспечивает лучшую работу генератора. Щётки одинаковой полярности (одноимённые щётки) электрически соединены друг с другом.
Щётка одновременно перекрывает две или три коллекторные пластины, это уменьшает искрение на коллекторе под щётками (улучшается коммутация).
Щёткодержатель обеспечивает постоянный прижим щёток вогнутой стороной к цилиндрической поверхности коллектора.

## Реакция якоря

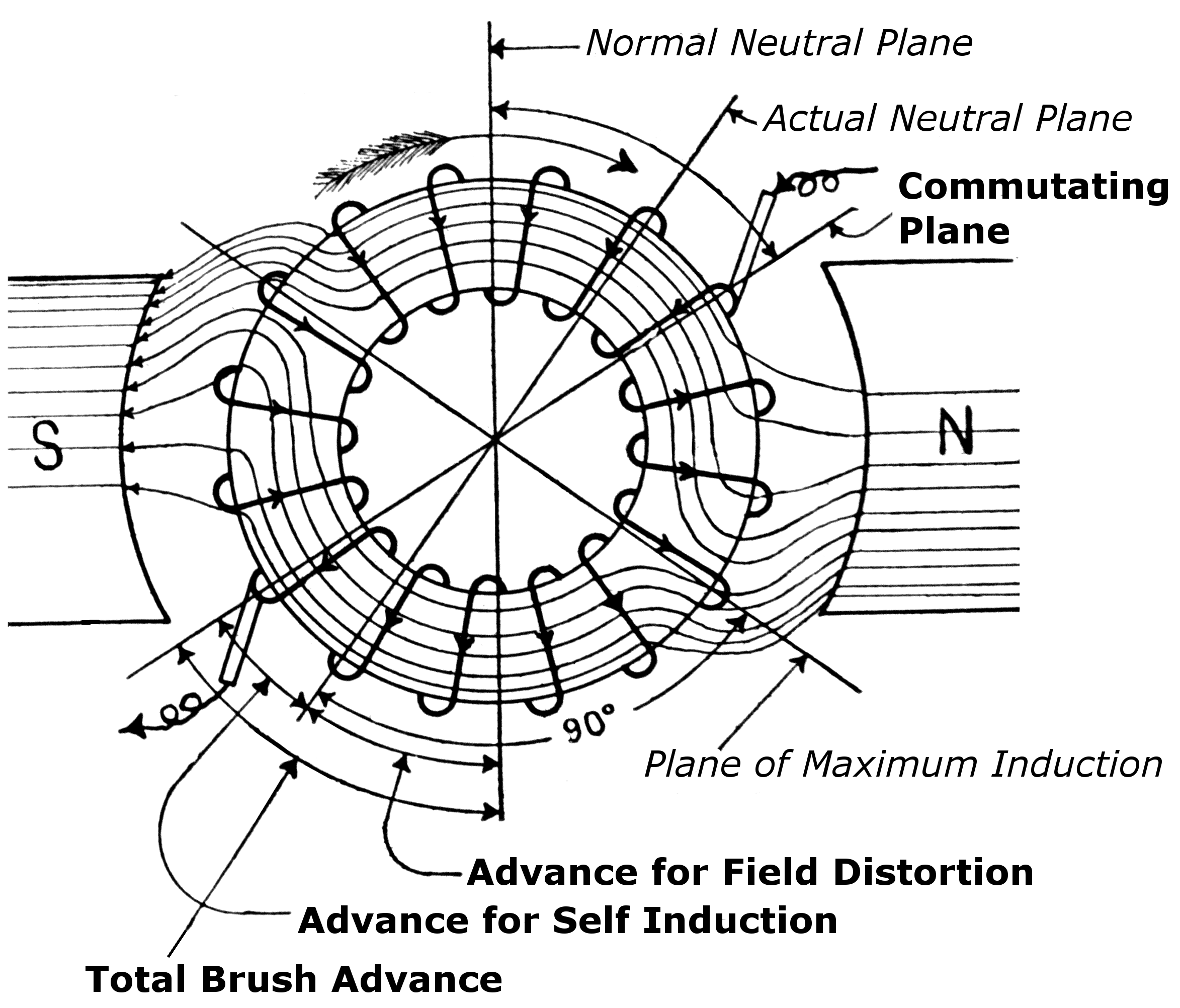
Результирующее магнитное поле

Если генератор постоянного тока не нагружен (холостой ход генератора), то магнитное поле статора (обмоток возбуждения) симметрично относительно оси полюсов S — N и геометрической нейтрали (на рисунке обозначено Normal neutral plane). Когда генератор нагружен, то через его якорную обмотку протекает электрический ток и создаёт своё собственное магнитное поле. Магнитные поля статора и ротора накладываются друг на друга и образуют результирующее магнитное поле.
Там, где якорь при своём вращении набегает на полюс электромагнита (магнита) статора, там результирующее поле слабее, там, где сбегает — сильнее. Это объясняется тем, что в первом случае магнитные поля имеют различные направления, а во втором — одинаковые. Если отсутствует магнитное насыщение стали в магнитопроводах — тогда считается что результирующий магнитный поток не изменился по величине.
Однако по конфигурации результирующий магнитный поток значительно изменился, чем больше нагружен генератор и чем больше магнитное насыщение стали в магнитопроводах — тем сильнее проявляется реакция якоря и происходит некоторое уменьшение магнитного потока.
В результате электродвижущая сила генератора уменьшается и наблюдается искрение под щётками на коллекторе.
На практике с реакцией якоря борются:
1. применяя дополнительные магнитные полюса, компенсирующие магнитное поля якоря;
2. сдвигая щётки с геометрической нейтрали (Normal neutral plane) за физическую нейтраль (Actual neutral plane), устанавливая их и разворачивая на некоторый угол (на рисунке обозначено Commutating plane), что предотвращает искрение под щётками.

## Электродвижущая сила генератора постоянного тока
Допустим, что в двухполюсном магнитном поле, магнитный поток которого равен {\displaystyle \Phi }, вращается якорь генератора с постоянным числом оборотов {\displaystyle n}. Число всех активных проводников, расположенных на цилиндрической поверхности якоря и при вращении пересекающих магнитный поток равно {\displaystyle z}.
Среднее значение индуктированной электродвижущей силы в каждом из активных проводников якоря равно {\displaystyle E={\frac {n}{60}}\times 2\Phi }, где
{\displaystyle n} — число оборотов якоря в минуту;
{\displaystyle \Phi } — магнитный поток полюсов в Вебер;
{\displaystyle E} — индуктированная электродвижущая сила в Вольт.
Активные проводники якоря генератора соединены последовательно друг с другом, индуктированная электродвижущая сила в них складывается. В двухполюсной машине всегда имеется пара параллельных ветвей якорной обмотки, поэтому средняя величина ЭДС в якорной обмотке равна
{\displaystyle E={\frac {n}{60}}\times 2\Phi \times {\frac {z}{2}}},
или {\displaystyle E=z\Phi {\frac {n}{60}}}, где {\displaystyle z} — число всех активных проводников на якоре генератора.
Средняя величина индуктированной электродвижущей силы в генераторе прямо пропорциональна величине магнитного потока {\displaystyle \Phi }, числу оборотов якоря {\displaystyle n} в минуту и числу {\displaystyle z} активных проводников якоря.
Если многополюсной генератор имеет, например, {\displaystyle 2p} полюсов и якорная обмотка его состоит из {\displaystyle 2a} параллельных ветвей, то средняя величина индуктированной электродвижущей силы генератора равна
{\displaystyle E={\frac {n}{60}}\times \Phi \times {\frac {z}{2a}}\times 2p}, или {\displaystyle E={\frac {p}{a}}z\Phi {\frac {n}{60}}}.

## Мощность генераторов постоянного тока
Полная электрическая мощность, развиваемая генератором постоянного тока, равна произведению электродвижущей силы {\displaystyle E} генератора на величину полного тока {\displaystyle I_{a}} его якорной обмотки:
{\displaystyle P=EI_{a}}.
Если поддерживать ЭДС генератора постоянной, то полная электрическая мощность его будет пропорциональна току {\displaystyle I_{a}}.
Согласно формуле ЭДС генератора {\displaystyle E={\frac {p}{a}}z\Phi {\frac {n}{60}}}:
При прочих равных условиях полная электрическая мощность генератора растёт с увеличением числа оборотов его якоря и увеличением числа полюсов его.
Полезная мощность {\displaystyle P_{1}}, отдаваемая генератором во внешнюю цепь, равна произведению электрического напряжения {\displaystyle U} на зажимах генератора на величину тока {\displaystyle I}, посылаемого генератором во внешнюю цепь: {\displaystyle P_{1}=UI}, где
{\displaystyle P_{1}} — полезная мощность в Ваттах;
{\displaystyle U} — напряжение в Вольтах;
{\displaystyle I} — ток в Амперах.

## Коэффициент полезного действия генераторов постоянного тока
Отношение полезной мощности {\displaystyle P_{1}} к полной мощности {\displaystyle P}, развиваемой генератором, называется электрическим коэффициентом полезного действия {\displaystyle \eta _{e}}, где
{\displaystyle \eta _{e}} — коэффициент полезного действия (КПД);
{\displaystyle P_{1}} — полезная мощность;
{\displaystyle P} — полная мощность.
Электрический коэффициент полезного действия генератора зависит от его режима работы. Электрический КПД максимален при нормальной нагрузке, поэтому генератор всегда надо загружать полностью(не всегда). Наименьшим КПД обладает при холостом ходе, когда ток во внешней цепи равен нулю.
Если генератор перегрузить, то его КПД будет уменьшаться из-за возросших потерь на нагрев якорной обмотки.
Мощные генераторы имеют бо́льший электрический коэффициент полезного действия, чем маломощные, в среднем Электрический КПД равен примерно 90 %.
Промышленным коэффициентом полезного действия называют отношение полезной мощности, развиваемой генератором, к той механической мощности, которую развивает двигатель на своём валу, вращая якорь генератора:(то есть сколько затрат он принял и сколько отдал)
{\displaystyle \eta _{m}={\frac {P_{1}}{P}}}, где
{\displaystyle \eta _{m}} — промышленный коэффициент полезного действия;
{\displaystyle P_{1}} — полезная мощность, развиваемая генератором;
{\displaystyle P} — механическая мощность, развиваемая первичным двигателем на валу.
Промышленный коэффициент полезного действия, кроме электрических потерь в генераторе учитывает все механические и магнитные потери, поэтому он меньше, чем электрический коэффициент полезного действия.

## Классификация генераторов постоянного тока по способу их возбуждения
В зависимости от способов соединения обмоток возбуждения с якорем генераторы подразделяются на:
1. генераторы с независимым возбуждением➤;
2. генераторы с самовозбуждением;
  - генераторы с параллельным возбуждением➤, или шунтовые генераторы[1];
  - генераторы с последовательным возбуждением➤, или сериесные генераторы[1];
  - генераторы со смешанным возбуждением➤, или компаунд-генераторы[1];

Генераторы малой мощности иногда выполняются с постоянными магнитами. Основные характеристики таких генераторов близки к характеристикам генераторов с независимым возбуждением.
Основными величинами, характеризующими работу генераторов постоянного тока, являются:
- электродвижущая сила {\displaystyle E},
- электрическое напряжение на зажимах генератора {\displaystyle U},
- нагрузка (электрический ток, даваемый генератором потребителю) {\displaystyle I},
- ток возбуждения {\displaystyle I_{v}},
- число оборотов якоря в минуту {\displaystyle n}.

Зависимость между какими-либо двумя основными величинами, характеризующими работу генератора, называется характеристикой генератора.
Основными характеристиками генератора являются характеристики:
- холостого хода;
- внешняя (нагрузочная);
- регулировочная.

### Генераторы с независимым возбуждением
В генераторе постоянного тока с независимым возбуждением обмотка возбуждения не связана электрически с якорной обмоткой. Она питается постоянным током от внешнего источника электрической энергии, например, от аккумуляторной батареи; мощные генераторы имеют на общем валу небольшой генератор-возбудитель. Ток возбуждения {\displaystyle I_{v}} не зависит от тока якоря {\displaystyle I_{a}}, который равен току нагрузки {\displaystyle I}. Обычно ток возбуждения невелик и составляет 1…3 % от номинального тока якоря. Последовательно с обмоткой возбуждения подключен регулировочный реостат (реостат возбуждения). Он изменяет величину тока возбуждения {\displaystyle I_{v}}, тем самым регулируется электродвижущая сила {\displaystyle E}.

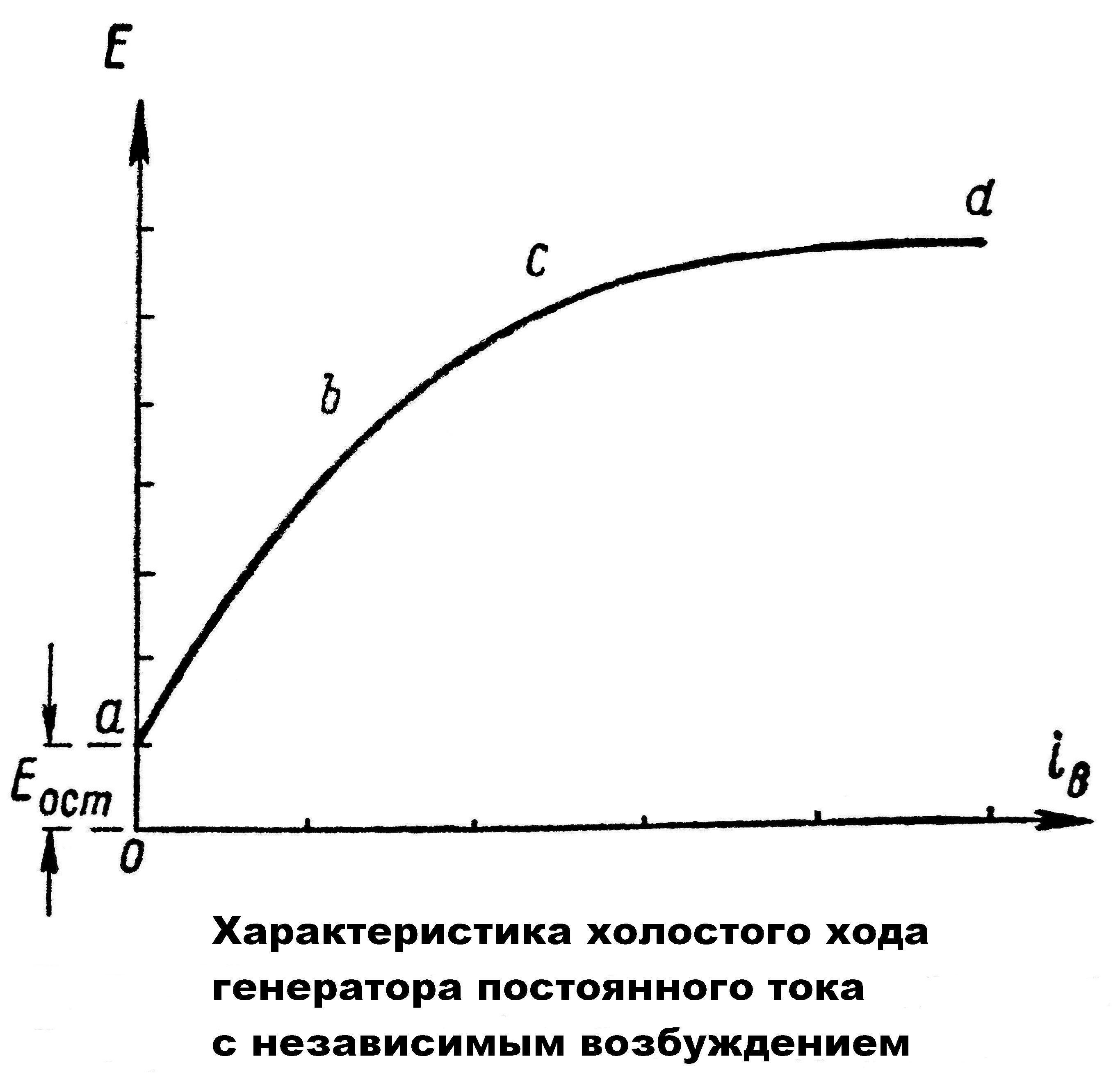
Характеристика холостого хода генератора постоянного тока с независимым возбуждением

Характеристика холостого хода {\displaystyle U_{0}=f(I_{v})} показывает зависимость электрического напряжения {\displaystyle U} от тока возбуждения {\displaystyle I_{v}} при постоянном числе оборотов {\displaystyle n=const}. Генератор отсоединён от внешней цепи (нагрузка отсутствует). При токе возбуждения {\displaystyle I_{v}=0} ЭДС генератора {\displaystyle E_{ost}} не равна нулю, а составляет 2…4 % от {\displaystyle U}. Эта электродвижущая сила называется начальной или остаточной ЭДС, обусловлена наличием остаточного магнетизма в магнитной цепи генератора. Затем по мере увеличения тока возбуждения ЭДС растёт, изменяясь согласно кривой, напоминающей кривую намагничивания ферромагнитных материалов.
ЭДС генератора вначале растёт быстро (участок {\displaystyle a-b} характеристики), изменяясь по линейному закону. Это объясняется тем, что при малых величинах тока возбуждения сталь генератора слабо намагничена, её магнитное сопротивление мало из-за относительно большой магнитной проницаемости стали.
При дальнейшем увеличении тока возбуждения линейная зависимость между ним и ЭДС генератора нарушается (участок {\displaystyle b-c} характеристики). Это объясняется тем, что по мере возрастания тока возбуждения начинает сказываться явление магнитного насыщения стали.

При дальнейшем увеличении тока возбуждения (участок {\displaystyle c-d} характеристики) в стали генератора возникает сильное магнитное насыщение. Магнитная проницаемость стали становится небольшой, а магнитное сопротивление стали, наоборот, возрастает. Расхождение входящей и нисходящей ветвей характеристики объясняется наличием магнитного гистерезиса в магнитопроводе машины.

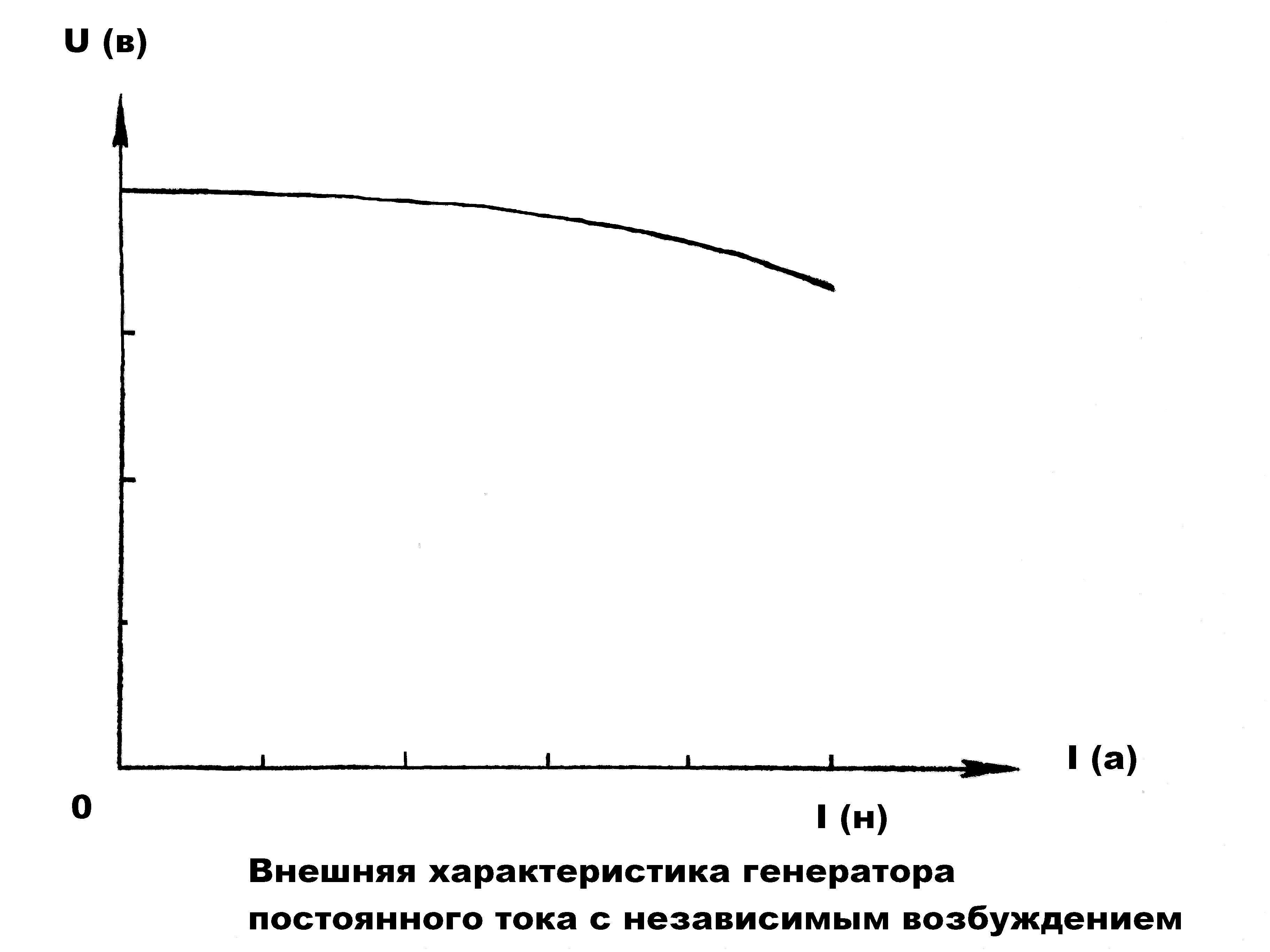
Внешняя характеристика генератора постоянного тока с независимым возбуждением

Внешней характеристикой называется зависимость {\displaystyle U=f(I_{\text{н}})} при {\displaystyle n=const} и {\displaystyle I_{v}=const}. Под нагрузкой напряжение генератора {\displaystyle U=E-{I_{a}}\Sigma r},
где {\displaystyle \Sigma r} — сумма сопротивлений всех обмоток, включенных последовательно в цепь якоря (якоря, дополнительных полюсов и компенсационной обмотки).
Когда генератор нормально возбуждён, то есть при нормальном числе оборотов якоря в минуту имеет номинальную ЭДС, его можно нагрузить током, подключив к нему потребителей электрической энергии.
Нагруженный генератор создаёт в цепи ток {\displaystyle I={\frac {E}{r+R}}}, где
{\displaystyle I} — нагрузка генератора в амперах;
{\displaystyle E} — электродвижущая сила генератора в вольтах;
{\displaystyle r} — сопротивление якорной обмотки в омах;
{\displaystyle R} — эквивалентное сопротивление внешнего участка цепи (потребители электроэнергии).
Напряжение на зажимах генератора {\displaystyle U=E-{Ir}}, то есть оно равно электродвижущей силе  {\displaystyle E} генератора без падения напряжения {\displaystyle {Ir}} в якорной обмотке генератора.
При токе {\displaystyle I=0} (режим холостого хода) напряжение на зажимах генератора равно его электродвижущей силе: {\displaystyle U=U_{xx}=E}, где {\displaystyle U_{xx}} — напряжение холостого хода генератора.
С увеличением нагрузки {\displaystyle I} напряжение на его зажимах {\displaystyle U} уменьшается по двум причинам:
- из-за падения напряжения во внутреннем сопротивлении {\displaystyle r+R} машины;
- из-за уменьшения ЭДС {\displaystyle E} в результате размагничивающего действия реакции якоря.

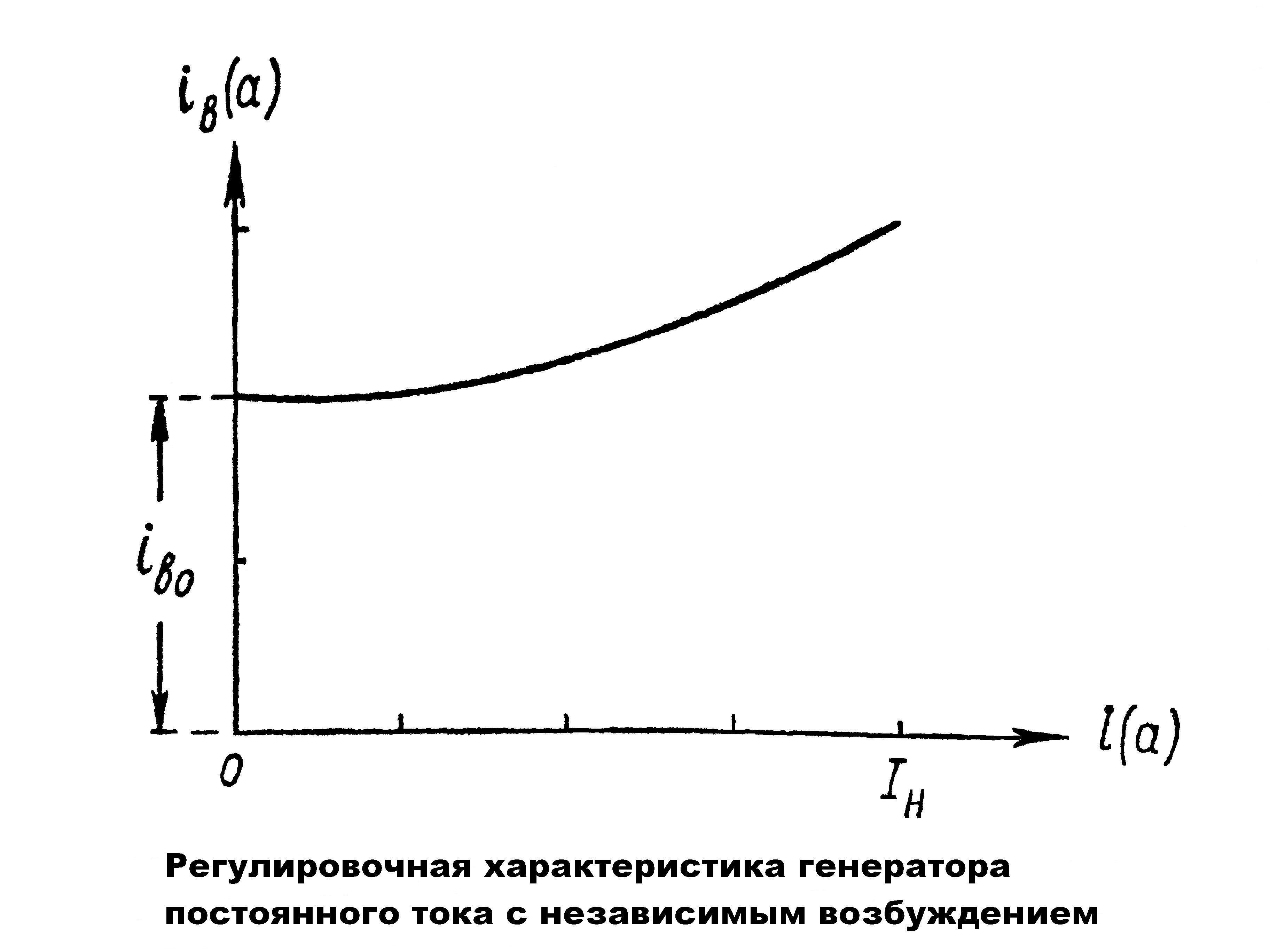
Регулировочная характеристика генератора постоянного тока с независимым возбуждением

Регулировочная характеристика генератора постоянного тока — зависимость тока возбуждения {\displaystyle I_{v}} от нагрузки (силы тока) {\displaystyle I} при постоянном напряжении {\displaystyle U=const} и постоянном числе оборотов {\displaystyle n=const}.
При холостом ходе {\displaystyle I=0} генератор имеет минимальный ток возбуждения {\displaystyle I_{vo}}. Затем по мере роста нагрузки ток возбуждения {\displaystyle I_{v}} тоже растёт. Для поддержания постоянства напряжения {\displaystyle U} на зажимах генератора необходимо увеличивать его электродвижущую силу {\displaystyle E}, что и достигается увеличением тока возбуждения {\displaystyle I_{v}}.
Чем больше магнитное насыщение стали генератора, тем при прочих одинаковых условиях круче поднимается график регулировочной характеристики. Это объясняется тем, что с ростом тока в якорной обмотке усиливается размагничивающее действие реакции якоря и для компенсации его необходимо увеличивать ток возбуждения.
Достоинство генераторов постоянного тока с независимым возбуждением заключается в их хорошей внешней характеристике, так как ток возбуждения независим от напряжения на зажимах генератора.
Недостаток таких генераторов — необходимость иметь посторонний источник электрической энергии, питающий постоянным током обмотку возбуждения.

Генераторы постоянного тока с независимым возбуждением применяются главным образом в мощных сильноточных установках.

### Генераторы с параллельным возбуждением
В генераторе с параллельным возбуждением обмотка возбуждения присоединена через регулировочный реостат параллельно обмотке якоря. Для нормальной работы потребителей электроэнергии необходимо поддерживать постоянство напряжения на зажимах генератора, несмотря на изменение общей нагрузки. Это осуществляется посредством регулирования тока возбуждения.
Реостаты возбуждения имеют, как правило, холостые контакты, при помощи которых можно осуществить короткое замыкание обмотки возбуждения «на себя». Это необходимо при отключении обмотки возбуждения. Если выключить обмотку возбуждения путём разрыва её цепи, то исчезающее магнитное поле создаст очень большую ЭДС самоиндукции, способную пробить изоляцию обмотки и вывести генератор из строя. При коротком замыкании обмотки возбуждения при её отключении энергия исчезающего магнитного поля переходит в тепло, не причиняя вреда обмотке возбуждения, так как ЭДС самоиндукции не превысит номинального напряжения на зажимах генератора.
Генератор постоянного тока с параллельным возбуждением сам питает свою обмотку возбуждения и не нуждается в постороннем источнике электрической энергии. Самовозбуждение генератора возможно только при наличии остаточного магнетизма в сердечниках электромагнитов, поэтому они изготавливаются из литой стали и после прекращения работы генератора сохраняется остаточный магнетизм. Так как обмотка возбуждения подключена к его зажимам, то в ней при вращении якоря в его обмотке потоком остаточного магнетизма индуктируется ЭДС {\displaystyle E_{ost}}, и по обмотке возбуждения начинает протекать ток. Если обмотка возбуждения включена правильно, так, что её магнитный поток {\displaystyle \Phi } направлен «попутно» с магнитным потоком остаточного магнетизма, то суммарный магнитный поток возрастает, увеличивая ЭДС {\displaystyle E}, магнитный поток {\displaystyle \Phi } и ток возбуждения {\displaystyle I_{v}}. Машина самовозбуждается и начинает устойчиво работать с {\displaystyle {I_{v}}=const}, {\displaystyle E=const}, зависящими от величины сопротивления {\displaystyle R=const} цепи возбуждения.
Однако процесс нарастания электродвижущей силы {\displaystyle E} генератора (процесс самовозбуждения генератора) не прогрессирует, то есть ЭДС генератора не возрастает неограниченно. Всякий раз рост индуктированной ЭДС генератора ограничен тем или иным пределом. Для этого необходимо рассмотреть характеристику холостого хода генератора.

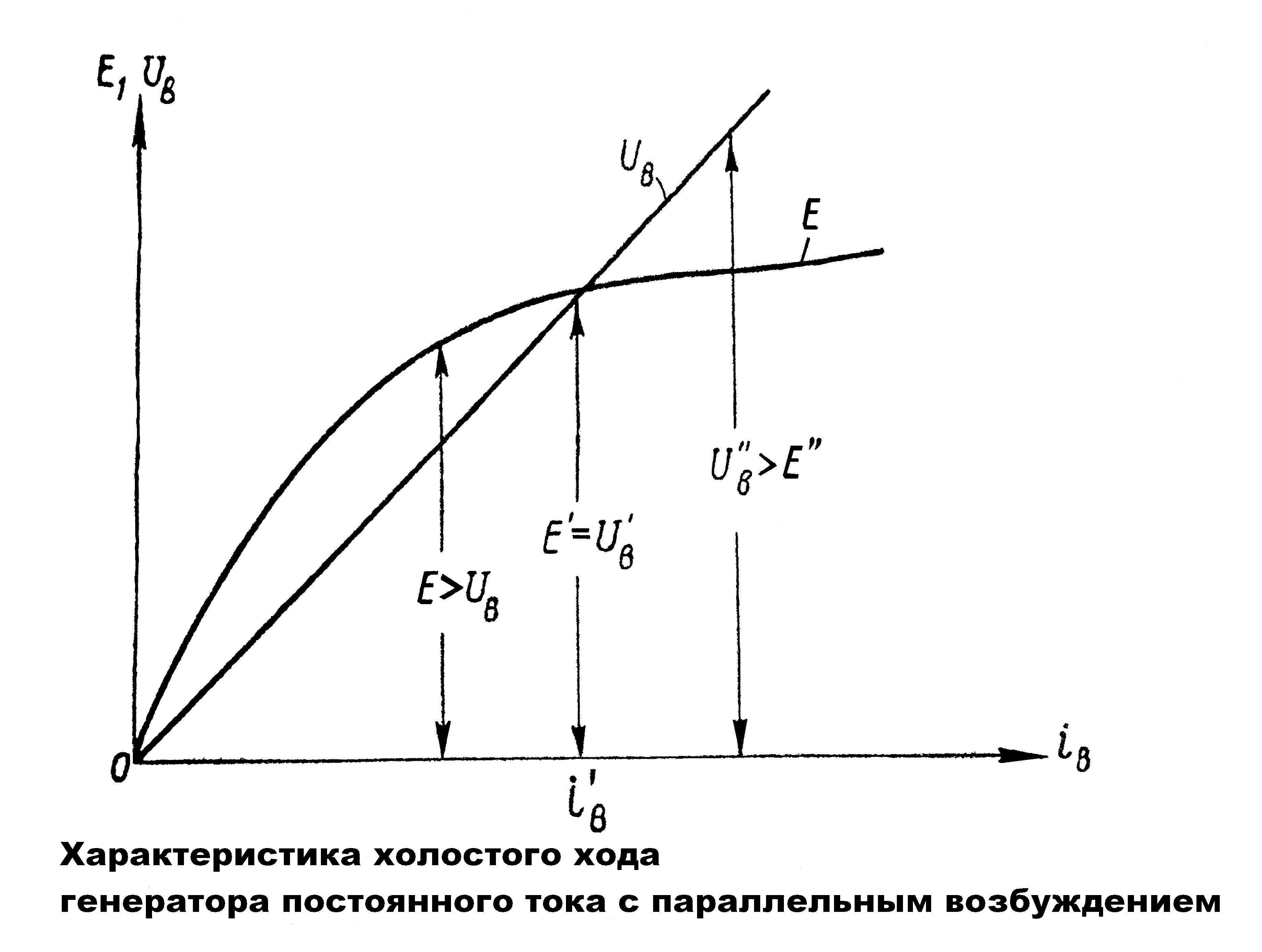
Характеристика холостого хода генератора постоянного тока с параллельным возбуждением

Характеристика холостого хода генератора с параллельным возбуждением
На рисунке приведена характеристика холостого хода генератора с параллельным возбуждением, то есть кривая зависимости напряжения {\displaystyle U_{v}} на зажимах от тока возбуждения {\displaystyle I_{v}} при постоянном числе оборотов якоря {\displaystyle n} и при постоянном сопротивлении цепи возбуждения {\displaystyle R}.
Одновременно показан график зависимости падения напряжения {\displaystyle U_{v}} в цепи возбуждения генератора от тока возбуждения {\displaystyle I_{v}}. Эта зависимость линейна, так как {\displaystyle U_{v}={I_{v}}R}, где {\displaystyle R} — полное постоянное сопротивление обмотки возбуждения и реостата возбуждения.
При малых величинах тока возбуждения {\displaystyle I_{v}} электродвижущая сила {\displaystyle E} больше падения напряжения {\displaystyle U_{v}} в обмотке возбуждения: {\displaystyle E>{U_{v}}}.
В этом случае генератор питает током свою обмотку возбуждения. Происходит нормальный процесс самовозбуждения, то есть с ростом тока возбуждения {\displaystyle I_{v}} растут электродвижущая сила {\displaystyle E} и напряжение {\displaystyle U_{v}} на обмотке возбуждения, что в свою очередь влечёт за собой увеличение тока возбуждения {\displaystyle I_{v}}. Однако быстрота роста электродвижущей силы {\displaystyle E} и напряжения {\displaystyle U_{v}} различна. По мере увеличения тока возбуждения скорость роста ЭДС спадает, а скорость роста напряжения не менятся. При некоторой величине тока возбуждения {\displaystyle I^{\prime }{_{v}}} напряжение {\displaystyle U^{\prime }{_{v}}} становится равным электродвижущей силе {\displaystyle E^{\prime }{_{v}}}:
{\displaystyle U^{\prime }{_{v}}=E^{\prime }{_{v}}}. При токе возбуждения, равном {\displaystyle I_{v}} графики электродвижущей силы {\displaystyle E} и напряжения {\displaystyle U_{v}} пересекаются. При дальнейшем росте тока возбуждения графики теоретически должны разойтись, однако в этом случае ЭДС {\displaystyle E} должна стать меньше напряжения {\displaystyle U_{v}}, что невозможно, так как напряжение {\displaystyle U_{v}} является частью электродвижущей силы {\displaystyle E} и не может быть больше её.
Значение тока возбуждения {\displaystyle I^{\prime }{_{v}}} — это предельная величина его при постоянном числе оборотов {\displaystyle n=const} и при постоянстве сопротивления цепи возбуждения {\displaystyle R=const}. Для режима холостого хода генератора: {\displaystyle E={i_{B}}{R_{B}}+L{{d{i_{B}}} \over {dt}}}, где {\displaystyle L} — суммарная индуктивность обмоток возбуждения и якоря.
Угол наклона прямой, выражающей зависимость напряжения {\displaystyle U_{v}} на зажимах генератора от тока возбуждения {\displaystyle I_{v}} зависит от сопротивления цепи возбуждения и, следовательно, от сопротивления шунтового реостата, имеющегося в цепи возбуждения. Чем больше это сопротивление, тем круче поднимается прямая зависимости {\displaystyle U_{v}} от {\displaystyle I_{v}} и тем при меньшем токе возбуждения произойдёт пересечение графиков зависимости {\displaystyle U_{v}} и {\displaystyle E} от тока возбуждения {\displaystyle I_{v}}.
Процесс самовозбуждения генератора с параллельным возбуждением длится до тех пор, пока ток возбуждения {\displaystyle I_{v}} не достигнет некоторой предельной величины при заданных нормальных оборотах якоря генератора и электродвижущая сила {\displaystyle E} не станет равной своему номинальному значению.
Если обмотка возбуждения генератора подключена неправильно к якорной обмотке, то генератор не возбудится, так как ток возбуждения создаёт магнитный поток, направленный навстречу остаточному магнитному потоку и машина размагнитится.

Затем нужно будет отключить от генератора обмотку возбуждения, правильно подключить её к источнику постоянного тока (аккумулятору), намагнитить и правильно собрать электрическую схему генератора.
Внешняя характеристика:

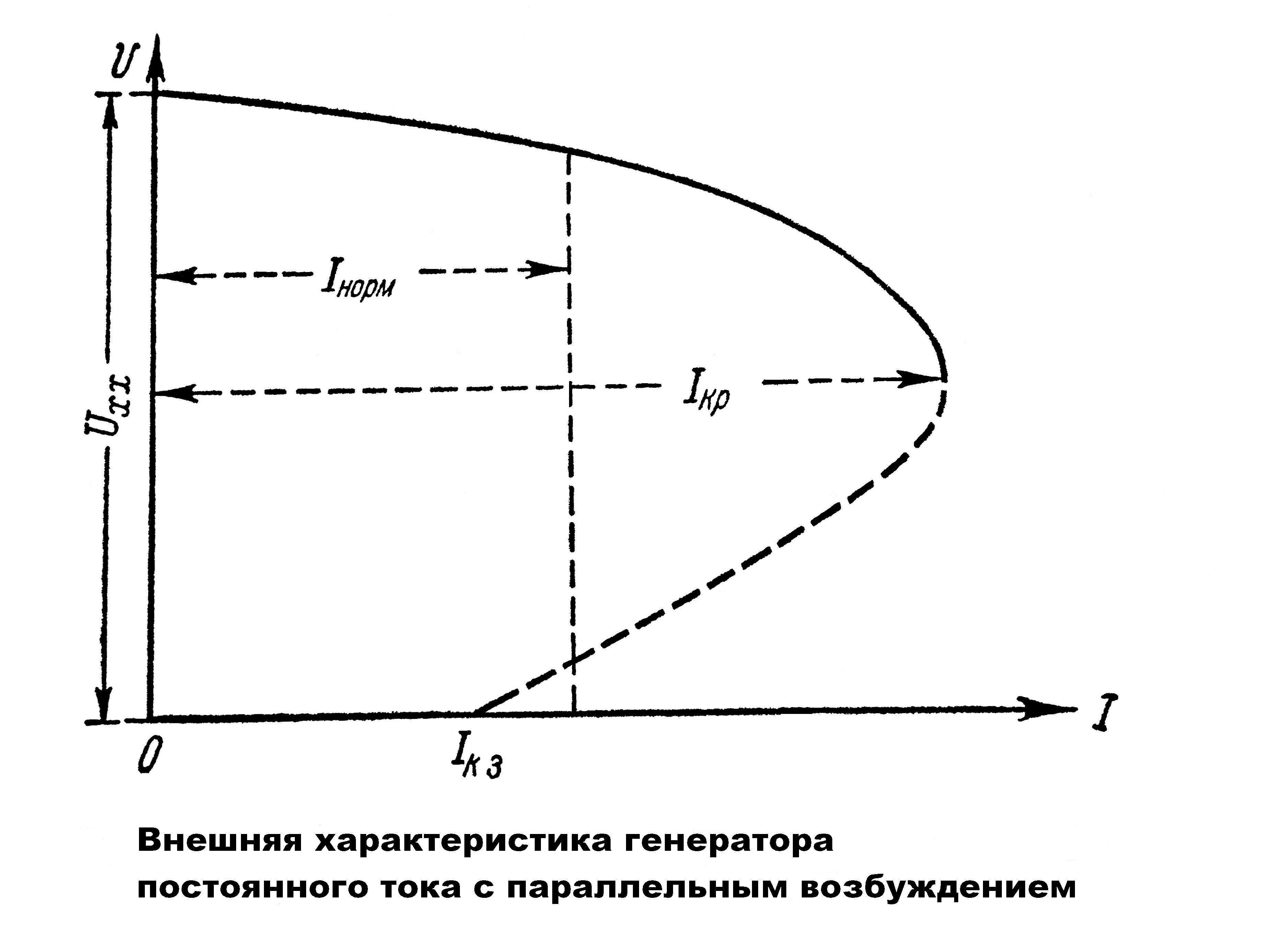
Внешняя характеристика генератора постоянного тока с параллельным возбуждением

При холостом ходе генератора напряжение на его зажимах максимально {\displaystyle U_{xx}}. Затем с ростом нагрузки генератора {\displaystyle I} напряжение на его зажимах {\displaystyle U} начинает падать, несколько быстрее, чем у генератора с независимым возбуждением. Это объясняется тем, что напряжение {\displaystyle U} уменьшается не только в результате возрастающего влияния реакции якоря и падения напряжения в якорной обмотке, но и за счёт того, что с уменьшением напряжения на зажимах генератора уменьшается его ток возбуждения и в соответствии с этим снижается ЭДС.

Если происходит уменьшение электрического сопротивления потребителя то, следовательно, происходит увеличение нагрузки {\displaystyle I}. Однако если сопротивление нагрузки станет критически мало, ток генератора достигнет своего критического значения, при котором начнётся резкое снижение напряжения. Как правило, критический ток генератора примерно в 2—2,5 раза больше номинального. В режиме короткого замыкания сопротивление становится равным нулю, ток генератора становится равным току короткого замыкания. Режим короткого замыкания генератору с параллельным возбуждением большой опасности не причиняет, так как при этом резко снижается ЭДС до остаточного значения {\displaystyle E_{ost}}. Однако переход через режим критического тока сопровождается сильным искрением под щётками коллектора из-за чрезмерной перегрузки генератора и поэтому нежелателен.

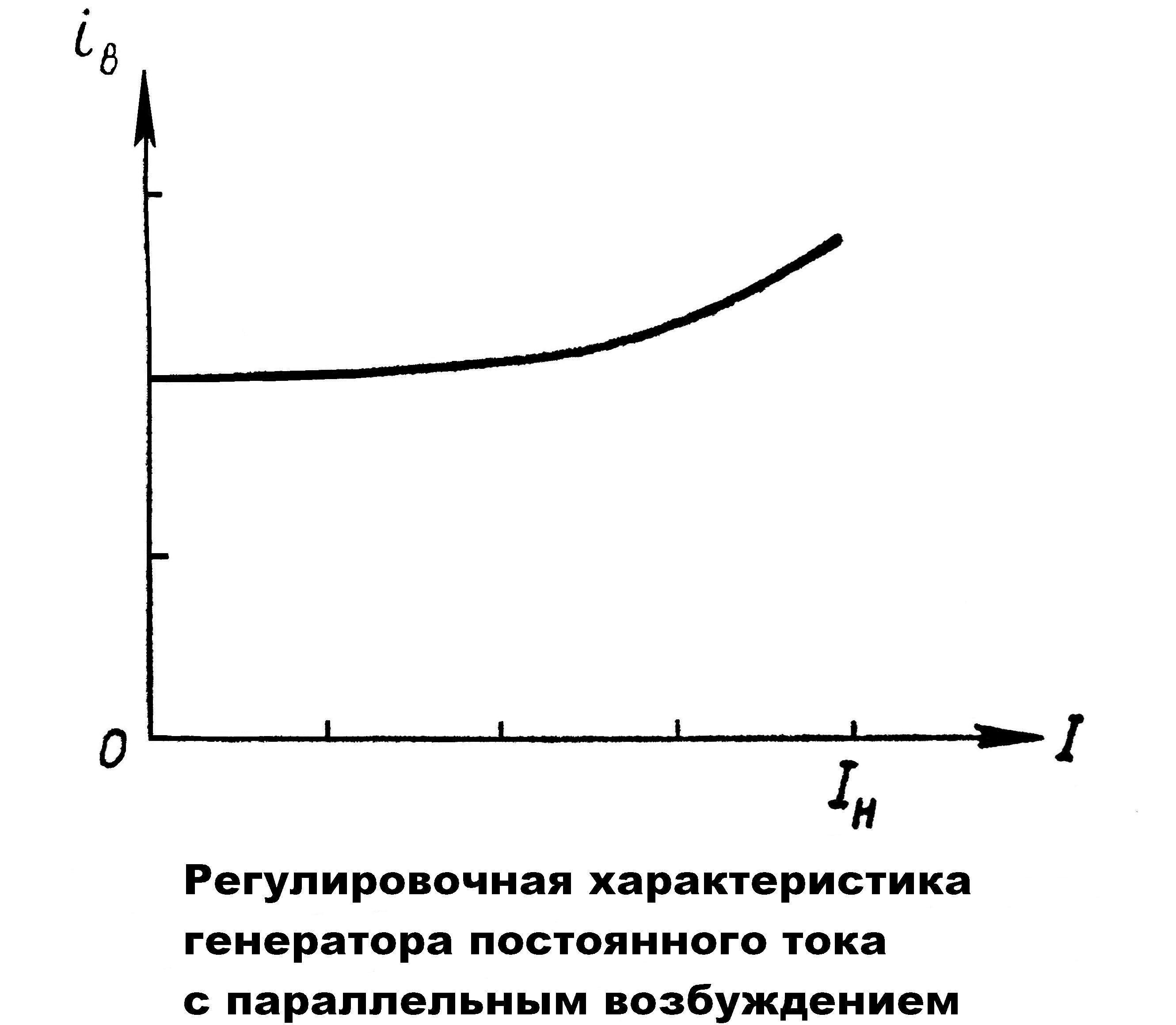
Регулировочная характеристика генератора постоянного тока с параллельным возбуждением

Регулировочной характеристикой генератора с параллельным возбуждением называется зависимость тока возбуждения {\displaystyle I_{v}} от нагрузки генератора (тока якоря) {\displaystyle I_{a}} при постоянном напряжении {\displaystyle U} и постоянных оборотах {\displaystyle n}. У генераторов последовательного возбуждения ток возбуждения {\displaystyle I_{v}} равен току якоря {\displaystyle I_{a}}. Поэтому при холостом ходе, когда {\displaystyle I_{v}=I_{a}=I=0}, наводится остаточная ЭДС {\displaystyle E_{ost}}.
Регулировочная характеристика генератора с параллельным возбуждением имеет почти такой же вид, как и для генератора с независимым возбуждением. Эта кривая сначала почти прямолинейна, но затем загибается вверх, вследствие влияния насыщения магнитопровода машины. Однако при одинаковой нагрузке ток в якорной обмотке генератора с параллельным возбуждением больше, чем ток в якорной обмотке генератора с независимым возбуждением, на величину тока возбуждения {\displaystyle E_{ost}}. Поэтому в генераторе с параллельным возбуждением при всех прочих одинаковых условиях падение напряжения в якорной обмотке генератора и реакция якоря больше, что требует большего тока возбуждения. Регулировочная характеристика поднимается круче, чем у генератора с независимым возбуждением.
Генераторы с параллельным возбуждением не боятся коротких замыканий. При коротком замыкании ток во внешней цепи резко увеличивается, следовательно, возрастает ток в якорной обмотке генератора. В результате резко увеличивается падение напряжения в якорной обмотке, в свою очередь снижается напряжение на зажимах генератора, снижается ток возбуждения, снижается ЭДС генератора и ток в якорной обмотке. Все эти процессы протекают настолько быстро, что кратковременный ток короткого замыкания не успевает прогреть провода якорной обмотки.
Посторонний источник электрической энергии, питающий постоянным током обмотку возбуждения генераторам с параллельным возбуждением не нужен.

Генераторы постоянного тока с параллельным возбуждением применяются в технике связи для питания радиоустановок, для питания зарядных агрегатов, в передвижных сварочных аппаратах.

### Генераторы с последовательным возбуждением
Генераторы постоянного тока с последовательным возбуждением имеют обмотку возбуждения, включенную последовательно с якорной обмоткой.
Ток в обмотке возбуждения {\displaystyle I_{v}} равен току (нагрузке) генератора {\displaystyle I}:
{\displaystyle I_{v}=I}.
Так как нагрузка {\displaystyle I} при холостом ходе равна нулю, то и ток возбуждения {\displaystyle I_{v}} равен нулю, следовательно, характеристику холостого хода, то есть зависимость напряжения {\displaystyle U} на зажимах генератора от тока возбуждения {\displaystyle I_{v}} при постоянном числе оборотов {\displaystyle n=const} в данном генераторе снять невозможно.
Электрическое напряжение {\displaystyle U} на зажимах генератора с последовательным возбуждением при холостом ходе составляет всего несколько процентов от номинального, оно обусловлено действием магнитного поля остаточного магнетизма стали генератора.
Чтобы возбудить генератор, необходимо присоединить к нему внешнюю цепь (потребителя электроэнергии), тем самым создав условие для возникновения тока в обмотке возбуждения.

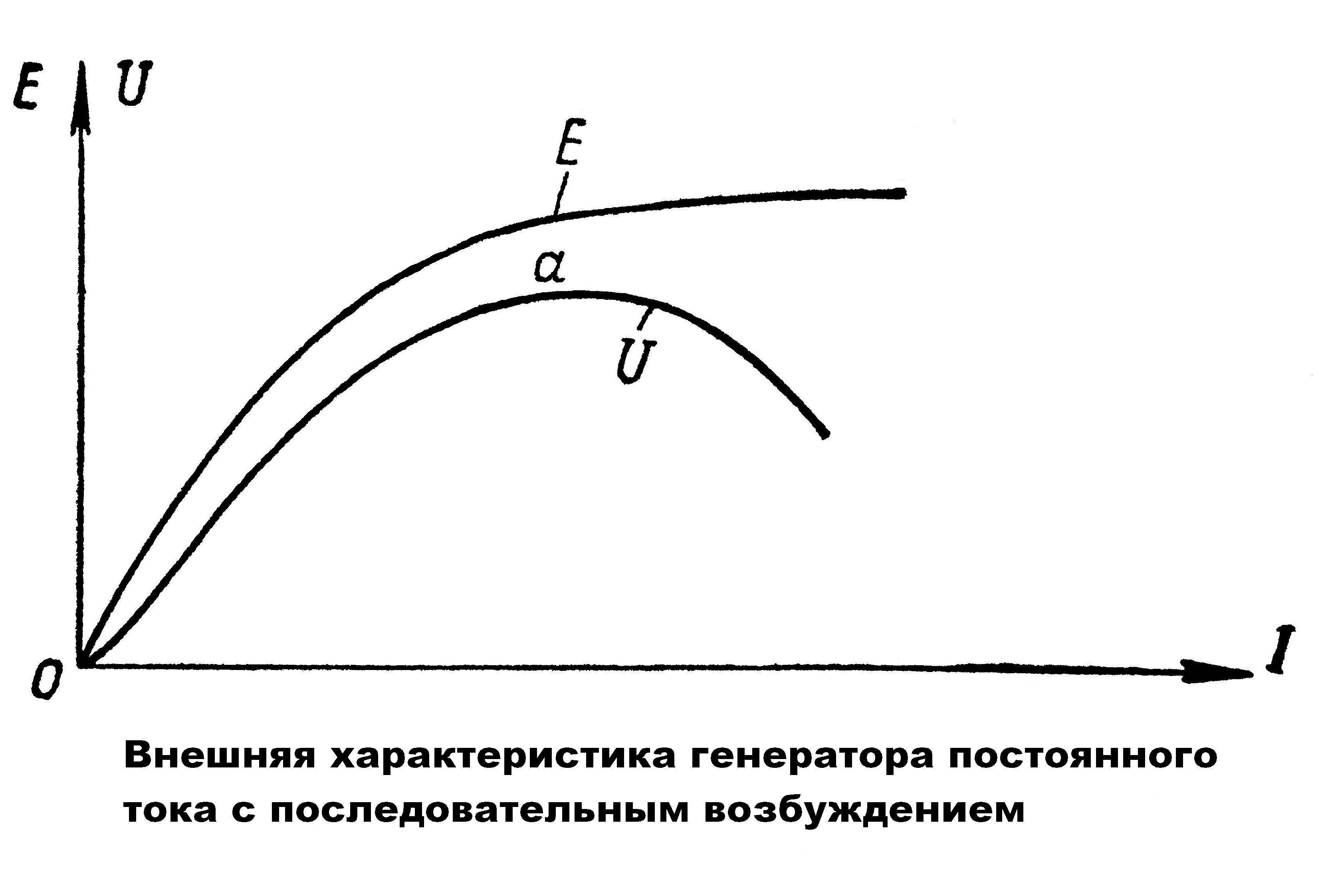
Внешняя характеристика генератора постоянного тока с последовательным возбуждением

Внешняя характеристика: напряжение {\displaystyle U} на зажимах генератора вначале растёт вместе с нагрузкой {\displaystyle I} (участок {\displaystyle 0-a} кривой), а затем начинает уменьшаться. Это объясняется так: вначале с ростом нагрузки {\displaystyle I} растёт и ток возбуждения {\displaystyle I_{v}}, так как {\displaystyle I_{v}=I}. Следовательно, растут электродвижущая сила {\displaystyle E} и напряжение {\displaystyle U} на зажимах генератора. Однако по мере увеличения нагрузки {\displaystyle I} напряжение {\displaystyle U} на его зажимах начинает спадать, потому что падение напряжения {\displaystyle Ir} внутри якорной обмотки становится всё более ощутимым. Кроме того, электродвижущая сила {\displaystyle E} генератора по мере магнитного насыщения стали генератора увеличивается очень мало, поэтому, невзирая на её некоторый рост, напряжение на зажимах генератора после некоторой предельной нагрузки {\displaystyle I} начинает уменьшаться.
Регулировочную характеристику генератора с последовательным возбуждением снять невозможно, потому что при изменении нагрузки генератора невозможно подобрать ток его возбуждения так, чтобы сохранить напряжение на зажимах генератора постоянным по величине.
Недостаток генератора с последовательным возбуждением — резко выраженная зависимость напряжения {\displaystyle U} от нагрузки {\displaystyle I}. Из-за этого генераторы с последовательным возбуждением редко применяются на практике, так как большинство потребителей электроэнергии требует для своей нормальной работы строго определённое напряжение.

Генераторы с последовательным возбуждением могут применяться только в условиях строгого постоянства нагрузки, например, для питания электровентиляторов, электронасосов, электропривода станков.

### Генераторы со смешанным возбуждением
В генераторе со смешанным возбуждением имеются две обмотки возбуждения: основная (подключена параллельно якорной обмотке, состоит из большого числа витков тонкой проволоки) и вспомогательная (подключена последовательно к якорной обмотке, состоит из относительно небольшого числа витков относительно толстой проволоки). В цепь обмотки параллельного возбуждения включен реостат возбуждения, с помощью которого регулируется ток возбуждения в этой обмотке.
Наличие параллельной и последовательной обмоток возбуждения в генераторе даёт возможность сочетать в нём характеристики генераторов с параллельным и последовательным возбуждением.
Характеристика холостого хода

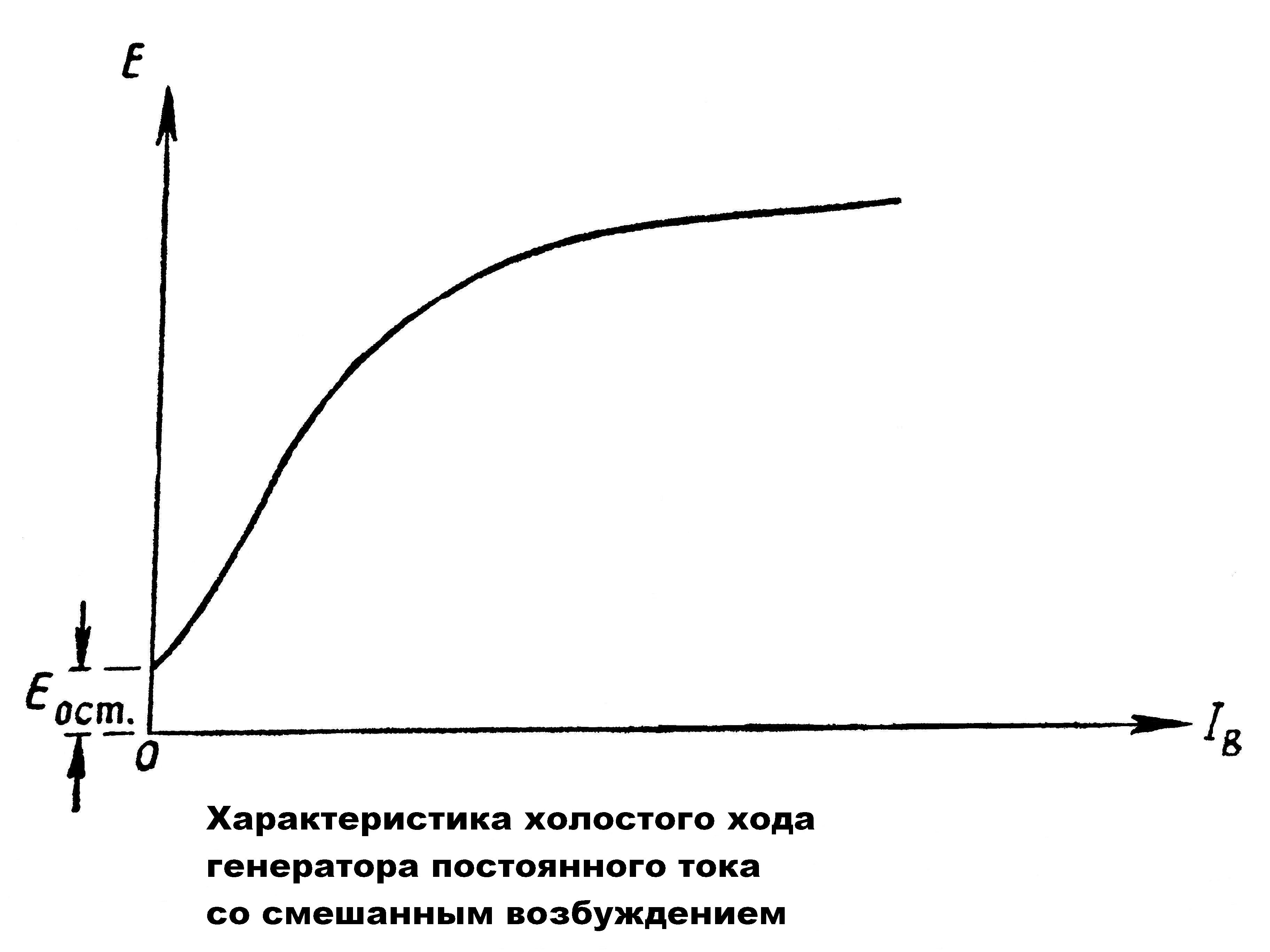
Характеристика холостого хода генератора постоянного тока со смешанным возбуждением

Так как генератор при холостом ходе отключен от внешней цепи, то его нагрузка равна нулю {\displaystyle I=0}. Ток возбуждения в последовательной обмотке возбуждения также равен нулю. Характеристика холостого хода генератора постоянного тока со смешанным возбуждением аналогична характеристике холостого хода генератора постоянного тока с параллельным возбуждением.

Процесс самовозбуждения генератора со смешанным возбуждением такой же, как и у генератора постоянного тока с параллельным возбуждением, так как последовательная обмотка возбуждения не принимает участия в самовозбуждении генератора из-за отсутствия в ней в это время тока возбуждения.
Внешняя характеристика

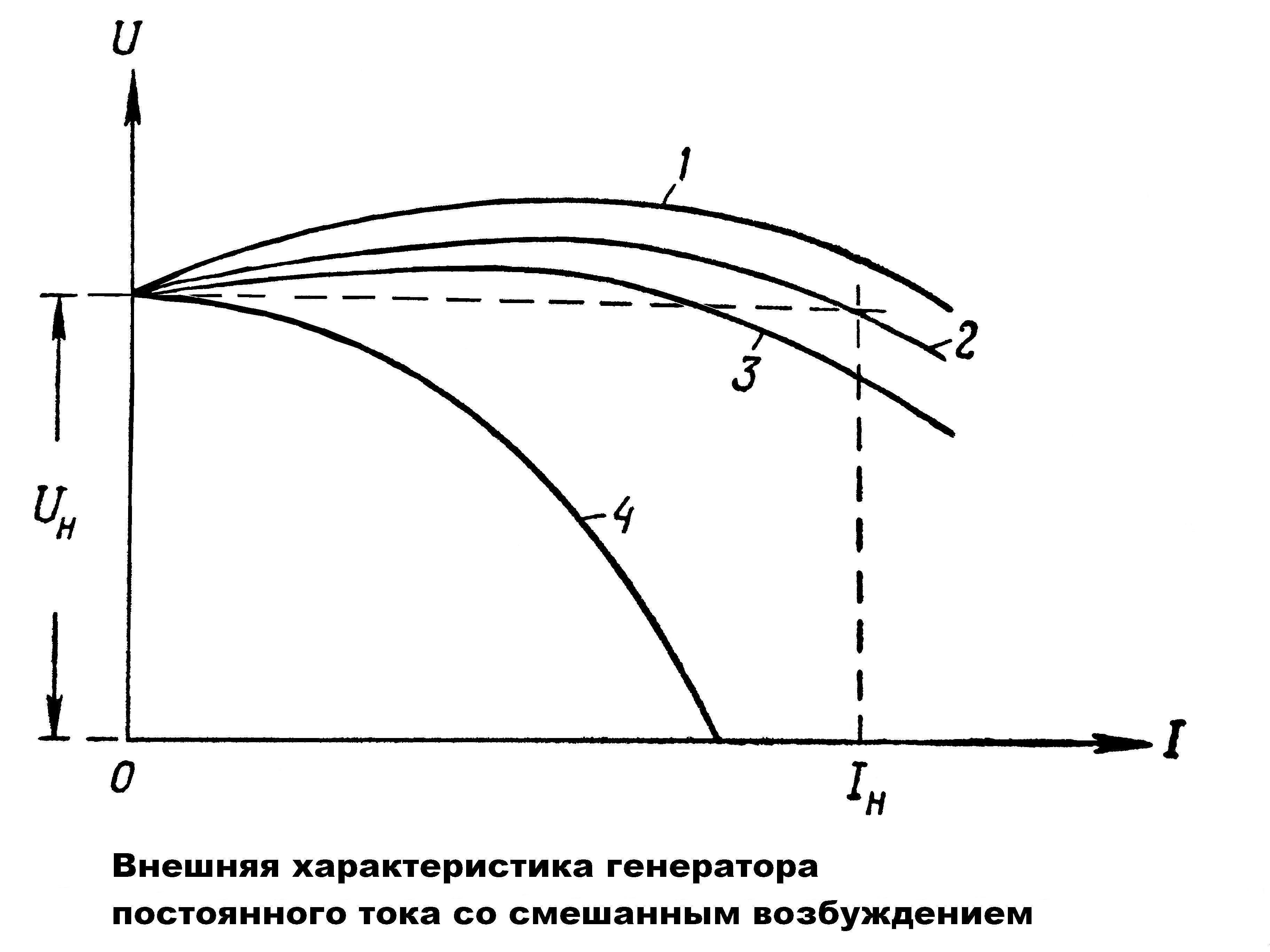
Внешняя характеристика генератора постоянного тока со смешанным возбуждением

Вид внешней характеристики генератора со смешанным возбуждением зависит от соотношения магнитных потоков от обмоток параллельного и последовательного возбуждения, а также от направления магнитных потоков, создаваемых этими обмотками.
При холостом ходе генератора {\displaystyle I=0} напряжение на его зажимах равно номинальному {\displaystyle U_{n}}. При включении нагрузки и последующем её росте напряжение начинает изменяться.
- График 1 относится к генераторам, у которых преобладает магнитный поток от обмотки последовательного возбуждения. С ростом нагрузки напряжение на зажимах начинает увеличиваться и достигает максимума при нагрузке ниже номинальной {\displaystyle I_{n}}, затем напряжение начинает спадать. Когда нагрузка становится номинальной, напряжение {\displaystyle U} всё-таки выше номинального {\displaystyle U_{n}}.
- График 2 относится к генераторам, у которых напряжение на зажимах при номинальной нагрузке такое же, как и при холостом ходе. Это достигается регулированием тока возбуждения параллельной обмотки с помощью реостата. Всё-таки напряжение вначале несколько растёт, и, достигнув максимума, спадает.
- График 3 относится к генераторам, у которых преобладает магнитный поток от обмотки параллельного возбуждения. Напряжение {\displaystyle U} при номинальной нагрузке {\displaystyle I_{n}} ниже номинального напряжения {\displaystyle U_{n}}.
- График 4 показывает, что произойдёт, если обмотку с последовательным возбуждением включить таким образом, что она будет создавать магнитное поле, направленное навстречу магнитному полю, создаваемому параллельной обмоткой возбуждения. По мере увеличения нагрузки генератора и соответственно тока возбуждения последовательной обмотки быстрота убывания напряжения на зажимах генератора всё более и более возрастает. Нагрузка генератора не успевает достигнуть номинальной величины, а напряжение уже становится равным нулю.

Регулировочная характеристика

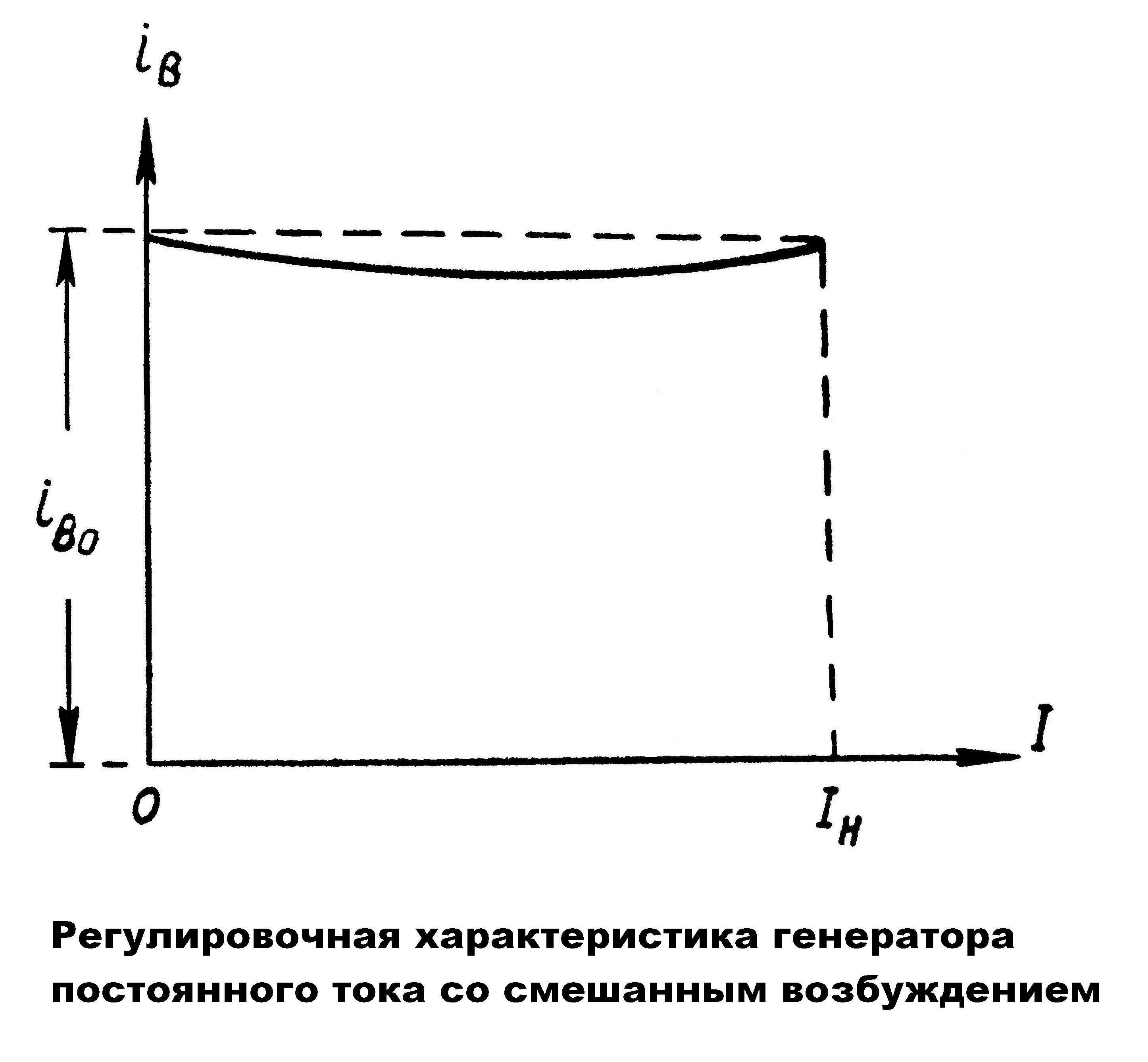
Регулировочная характеристика генератора постоянного тока со смешанным возбуждением

Наличие двух обмоток при их согласном включении позволяет получать приблизительно постоянное напряжение генератора при изменении нагрузки. Подбирая число витков последовательной обмотки так, чтобы при номинальной нагрузке создаваемое ею напряжение {\displaystyle {\Delta U}_{posl}} компенсировало суммарное падение напряжения {\displaystyle \Delta U} при работе машины с одной только параллельной обмоткой, можно добиться, чтобы напряжение {\displaystyle U} при изменении тока нагрузки от нуля до {\displaystyle I} номинального оставалось практически неизменным.
При холостом ходе генератора ток возбуждения равен некоторой величине {\displaystyle i_{v0}}, а затем с ростом нагрузки {\displaystyle I} он начинает спадать. Это объясняется тем, что с появлением нагрузки {\displaystyle I} вступает в действие последовательная обмотка возбуждения, магнитное поле которой действует согласно с магнитным полем параллельной обмотки возбуждения. Для поддержания постоянства результирующего магнитного потока, а значит, и постоянства напряжения на зажимах генератора необходимо вначале несколько снижать ток возбуждения {\displaystyle i_{v}} в параллельной обмотке возбуждения.

Однако по мере роста нагрузки генератора и приближения её к номинальной ток возбуждения начинает расти. Это объясняется тем, что с ростом нагрузки генератора усиливается влияние реакции якоря, увеличивается падение напряжения в якорной обмотке, возникает магнитное насыщение в стали генератора и снижается напряжение на зажимах генератора. В данном случае для поддержания постоянства напряжения необходимо увеличивать ток в параллельной обмотке. В результате этого ток возбуждения {\displaystyle i_{v}} параллельной обмотки достигает при номинальной нагрузке {\displaystyle I_{n}} генератора величины, примерно равной току возбуждения при холостом ходе генератора.
Основное преимущество генераторов со смешанным возбуждением перед прочими типами генераторов постоянного тока — их способность поддерживать практически постоянным напряжение на своих зажимах при изменении нагрузки в широких пределах.
Недостатком генераторов со смешанным возбуждением является их боязнь коротких замыканий, а также сложность конструкции из-за наличия последовательной и параллельной обмоток возбуждения.

## Применение генераторов постоянного тока

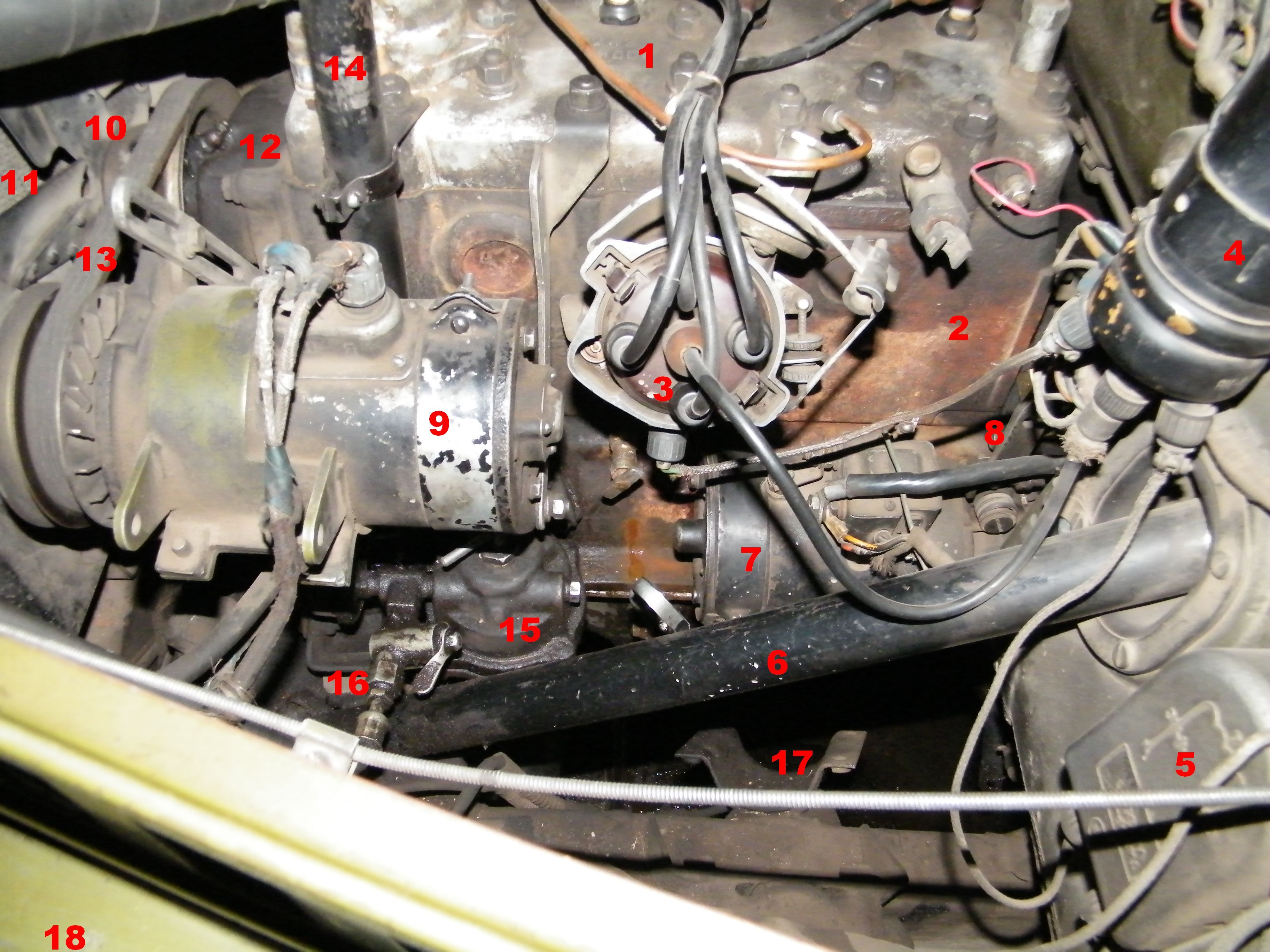
Двигатель автомобиля ГАЗ-69, автомобильный генератор постоянного тока обозначен цифрой 9

На заре электрификации (до конца XIX века) генераторы постоянного тока были единственным источником электрической энергии в промышленности (электрическая энергия, получаемая с помощью химических источников тока стоила дорого, да и в наше время батарейки имеют довольно высокую стоимость). Переменным током человечество просто не умело пользоваться.
Благодаря Вестингаузу, Яблочкову, Тесла, Доливо-Добровольскому были изобретены трансформаторы, асинхронные двигатели переменного тока, трёхфазная система электроснабжения. Постоянный ток стал уступать свои позиции.
Генераторы постоянного тока нашли применение на городском электротранспорте (трамваи и троллейбусы) для питания низковольтных цепей управления, в технике электросвязи.
До второй половины XX века генераторы постоянного тока применялись на автотранспорте (автомобильные генераторы), однако в связи с широким распространением полупроводниковых диодов их вытеснили более компактные и более надёжные трёхфазные генераторы переменного тока с встроенными выпрямителями.
Например, генератор постоянного тока Г-12 (автомобиль ГАЗ-69) весит 11 кг, номинальный ток 20 ампер, а генератор переменного тока Г-250П2 (автомобиль УАЗ-469) при массе 5,2 кг выдаёт номинальный ток 28 ампер; генератор 31400-83E00 (Suzuki Wagon R+) при весе 4,5 кг выдаёт ток 70 ампер. То есть достигнуто практически 8-кратное увеличение токоотдачи на килограмм массы.
На железнодорожном транспорте (на тепловозах) до 1970-х гг. основным типом тягового генератора был генератор постоянного тока (тепловозы ТЭ3, ТЭ10, ТЭП60, ТЭМ2 и др.), однако начался процесс их вытеснения трёхфазными генераторами, на тепловозах, таких как ТЭ109, ТЭ114, ТЭ129, ТЭМ7, ТЭМ9, ТЭРА1, ТЭП150, 2ТЭ25К применяется электрическая передача переменно-постоянного тока, устанавливаются синхронные трёхфазные тяговые генераторы. Тяговые электродвигатели постоянного тока, вырабатываемая генератором электроэнергия выпрямляется полупроводниковой выпрямительной установкой. Замена генератора постоянного тока на генератор переменного тока позволила снизить массу электрооборудования, резерв может быть использован для установки более мощного дизельного двигателя. Однако тяговый генератор переменного тока не может использоваться как стартер для тепловозного дизельного двигателя, запуск производится генератором постоянного тока для цепей управления. На новых российских локомотивах 2ТЭ25А, ТЭМ21 применяется электрическая передача переменно-переменного тока с асинхронными тяговыми электродвигателями.

## Параллельная работа генераторов постоянного тока
Каждый генератор электрической энергии работает с наибольшим коэффициентом полезного действия при полной своей нагрузке, если генератор нагружен слабо, то режим его работы мало экономичен. Для экономичной работы генераторов в сети с сильно изменяющейся нагрузкой её обычно питают от нескольких генераторов, соединённых параллельно.
При параллельном соединении положительные зажимы генераторов через амперметр и рубильник подключаются к положительной распределительной шине, а отрицательные зажимы — к отрицательной шине. Вольтметр позволяет измерять напряжение на зажимах генератора и проверять его полярность.
Если возрастает нагрузка на электросеть, запускают второй генератор. Регулируя обороты первичного двигателя, добиваются нормального числа оборотов и нормального напряжения на зажимах. После того, как электрическое напряжение второго генератора станет равно напряжению в сети, замыкают рубильник и подключают генератор к шинам. Однако в этом случае ЭДС второго генератора равна напряжению первого генератора и он не посылает ток в сеть. Чтобы загрузить второй генератор, необходимо несколько увеличить его ЭДС, регулируя ток возбуждения реостатом. Затем можно регулируя ток возбуждения первого генератора, перераспределять нагрузку между ними, при этом нужно следить, чтобы напряжение на распределительной шине оставалось неизменным.
Если ЭДС генератора окажется ниже электрического напряжения в распределительной шине, то он заработает как электродвигатель постоянного тока, что может привести к аварии.
Генераторы со смешанным возбуждением имеют уравнительный провод между одноимёнными (положительными или отрицательными) щётками генераторов, к которым подсоединён один из концов последовательной обмотки возбуждения. Уравнительный провод (шина) необходим для устойчивой параллельной работы генераторов. Если у одного генератора по какой-то причине уменьшится ЭДС, второй генератор по уравнительному проводу пошлёт ток в последовательную обмотку первого генератора, увеличит её магнитное поле и увеличит ЭДС первого генератора до необходимой величины. Таким образом достигается автоматическая регулировка электродвижущих сил параллельно работающих генераторов со смешанным возбуждением, достигается стабильность их работы.